# Joe Son
Joseph „Joe“ Son (* 22. November 1970 in Südkorea; gebürtig 손형민, Son Hyung-min) ist ein ehemaliger Mixed-Martial-Arts-Kampfsportler und Schauspieler.

## Leben
Son kam in jungen Jahren in die Vereinigten Staaten, wo er sich im US-Bundesstaat Kalifornien niederließ. In den 1990er-Jahren wurde er ein MMA-Fighter, wenngleich nur mit mäßigem Erfolg. Er verlor alle seine vier Kämpfe. Anschließend war er kurze Zeit im Puroresu, dem japanischen Profi-Wrestling, aktiv.
Anfang der 1990er-Jahre trat er auch als Darsteller vor der Kamera auf. Zu seinen bekanntesten Rollen zählt die Verkörperung des Schergen Randomtask von Dr. Evil in Austin Powers – Das Schärfste, was Ihre Majestät zu bieten hat – eine Parodie auf den James-Bond-Charakter Oddjob aus Goldfinger.

## Son als Sexualverbrecher
Es gilt als erwiesen, dass Joe Son sich 1990 gemeinsam mit einem Freund an einer 19-Jährigen sexuell vergangen hat. Das Opfer wurde am Weihnachtsabend mit einer Waffe bedroht, in ein Auto gezerrt, nachfolgend mehrfach und über Stunden vergewaltigt und gepeinigt. Nach der Tortur wurde die junge Frau nackt auf einer Straße ausgesetzt. Der Fall blieb fast zwei Jahrzehnte unaufgeklärt, bis Son 2008 randalierte und in Polizeigewahrsam kam. Dabei wurde eine DNA-Probe entnommen, welche ihn später als Sexualverbrecher überführte.
Am 9. September 2011 wurde Son zu einer Haftstrafe von 7 Jahren bis lebenslänglich verurteilt. Das Urteil schließt ferner eine vorzeitige Entlassung auf Bewährung aus.
Am 30. August 2017 wurde Son wegen Totschlags an einem Mithäftling zu 27 Jahren Haft verurteilt. Son hatte am 10. Oktober 2011 einen anderen Häftling in seiner Zelle mit bloßen Händen erschlagen.